# Trésor de Mildenhall

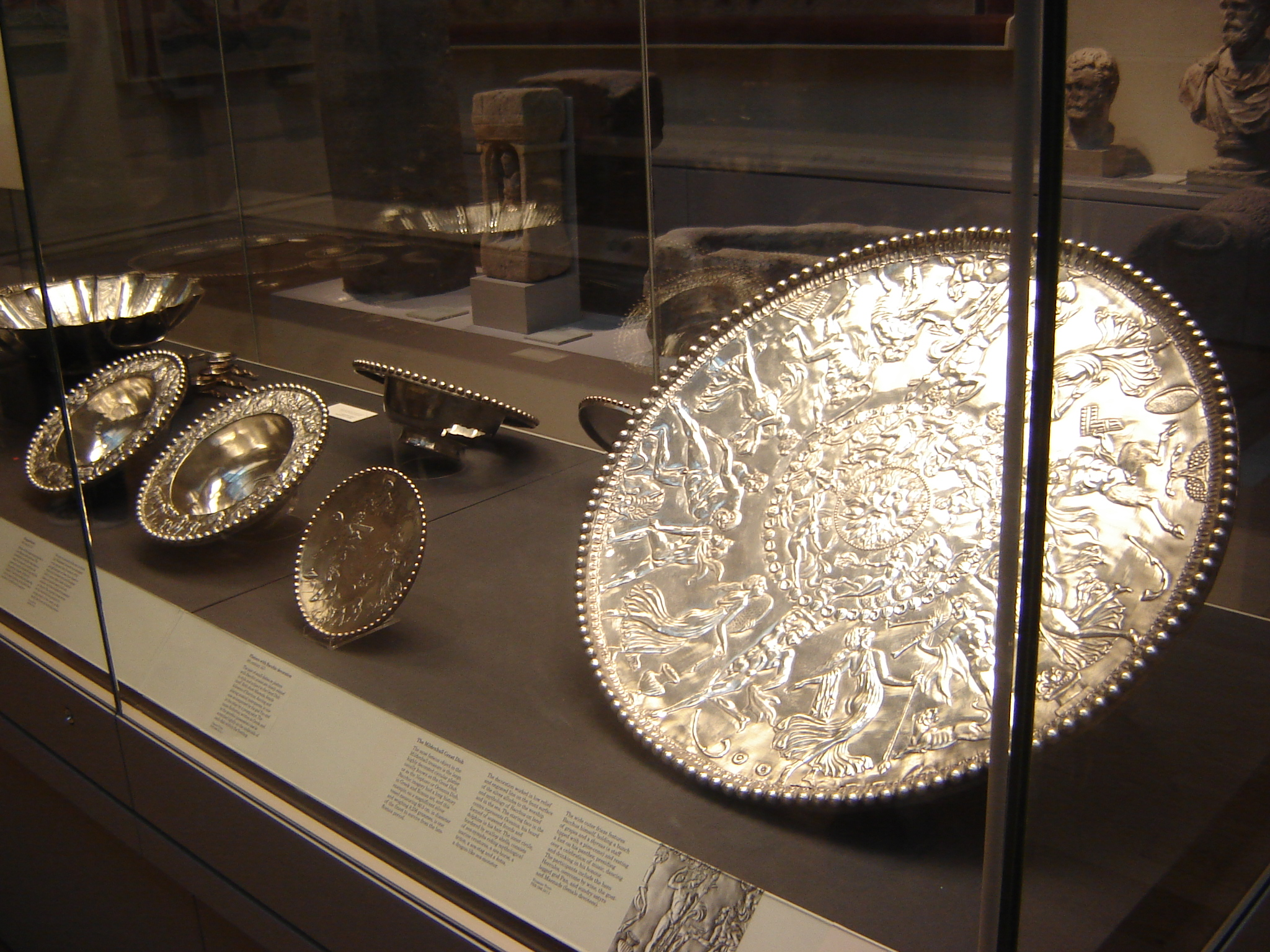
Le trésor, exposé au British Museum.

Le Trésor de Mildenhall est un important trésor d'argenterie romaine du IVe siècle découvert à WestRow, près de Mildenhall, dans l'Est de l'Angleterre.

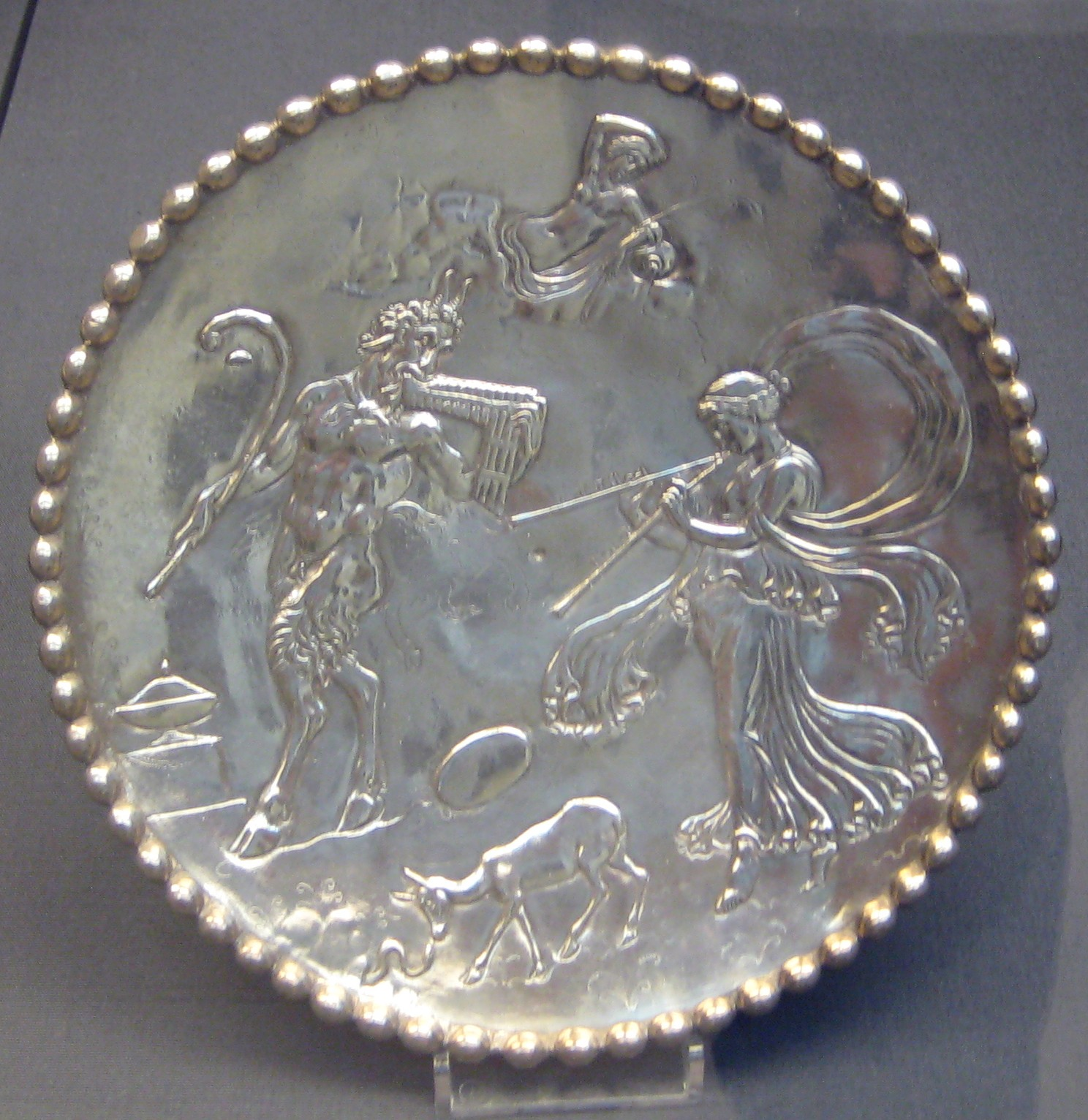
Une des deux assiettes en argent décorée avec des figures de Pan, une nymphe et d'autres créatures mythologiques.

Il est composé de deux grands plateaux, deux petites assiettes ornées, une coupe polylobée, un ensemble de quatre grandes coupes décorées, deux autres coupes plus petites, deux petits plats sur piédestal, une coupe profonde avec rebords et couvercle en forme de dôme, cinq petites louches rondes avec manches en forme de dauphins et huit cuillères avec longues poignées (cochlearia). Toutes les pièces sont en argent.
Le trésor est découvert en 1942 par Gordon Butcher, en labourant. Il l'extrait avec l'aide de Sydney Ford, qui travaille avec lui à cette époque. Ils ne réalisent pas immédiatement le prix et l'antiquité de ces vestiges, et le trésor n'attire l'attention des autorités qu'en 1946. Une enquête est menée, à l'été 1946, qui aboutit à la conclusion qu'il s'agit d'un Treasure Trove et qu'il est donc propriété de la Couronne britannique. Il est acquis par le British Museum. De nombreux détails de sa découverte restent mal connus, notamment parce qu'elle a eu lieu du temps de guerre.
En 1946, l'écrivain Roald Dalh écrivit une nouvelle intitulée "Le trésor de Midenhall". Il le publia en 1977 dans le recueil de nouvelle nommé "L'enfant qui parlait aux animaux".